# Agata Tuszyńska
Agata Tuszyńska, née le 25 mai 1957 à Varsovie, est une femme de lettres polonaise.

## Biographie
Agata Tuszyńska est la fille d'un journaliste sportif pour la radio, Bogdan Tuszyński (en), et de la journaliste Halina Przedborska rescapée du ghetto de Varsovie. Elle raconte l'histoire de sa famille maternelle dans son livre Histoire familiale de la peur.
Elle est diplômée de l'Académie de théâtre Alexandre-Zelwerowicz. Elle a écrit plusieurs biographies d'artistes polonaises et un livre sur la ville de Łęczyca.
Elle enseigne le journalisme littéraire à l'université Jagellonne de Cracovie. Elle reçoit la médaille d'argent du Mérite culturel polonais Gloria Artis en 2015.
En juillet 2016, Agata Tuszynska et la maison d'édition de son livre Wiera Gran, l'accusée, sont condamnés pour diffamation. L'auteur incriminait de collaboration avec le pouvoir national-socialiste le pianiste polonais Władysław Szpilman. Ils doivent dans les deux semaines qui suivent publier leurs excuses à la famille Szpilman et retirer les passages incriminés des futures éditions de l'ouvrage.

## Œuvres
- I znowu list, Varsovie, Oficyna Poetów, 1990.
- Wisnowska, Varsovie, WAiF, 1990.
- Rosjanie w Warszawie, Varsovie, Interim, 1992.
- Wyznania gorszycielki. Pamiętniki Ireny Krzywickiej, Varsovie, Czytelnik, 1992. (sur la féministe polonaise Irena Krzywicka)
- Zamieszkałam w ucieczce, Lublin: Kresy, 1993.
- Kilka portretów z Polską w tle. Reportaże izraelskie. Gdańsk: Marabut, 1993.
Les Disciples de Schulz, trad Margot Carlier, Noir sur Blanc, 2001.
- Singer. Pejzaże pamięci, Gdańsk: Marabut, 1994.
Singer, paysages de la mémoire, trad Jean-Yves Erhel, Noir sur Blanc, 2002.
- Wygrać każdy dzień, Varsovie, Diana, 1996.
- Adresat nieznany, Varsovie, Diana 1998.
- Długie życie gorszycielki. Losy i świat Ireny Krzywickiej, Varsovie, Iskry, 1999.
- Maria Wisnowska. Jeśli mnie kochasz – zabij!, Varsovie, Wydawnictwo Książkowe Twój Styl, 2003.

biographie de l'actrice et résistante polonaise Maria Wisnowska
- Miejsce przy oknie, Varsovie, Wydawnictwo Nowy Świat, 2004.
- Łęczyca, Varsovie, Diana 2005.
- Rodzinna historia lęku, Cracovie, Wydawnictwo Literackie, 2005. 
Une histoire familiale de la peur, trad Jean-Yves Erhel, Éditions Grasset, 2006; Points/biographies, 2011.
- Ćwiczenia z utraty, Cracovie, Wydawnictwo Literackie, 2007. 
Exercices de la perte, trad Jean-Yves Erhel, Éditions Grasset, 2009.
- Oskarżona: Wiera Gran, Cracovie, Wydawnictwo Literackie, 2010.
Wiera Gran, l'accusée : récit, trad Isabelle Jannès-Kalinowski, Éditions Grasset, 2011.
- Narzeczona Schulza
La Fiancée de Bruno Schulz, trad Isabelle Jannès-Kalinowski, Éditions Grasset, 2015.
- Jamikarium, Varsovie, Wydawnictwo MG, 2016.
- Bagaż osobisty. Po Marcu. Varsovie, Dom Spotkań z Historią, 2017. 
Affaires personnelles, trad Isabelle Jannès-Kalinowski, Éditions de l’Antilope, 2020
- Le jongleur Traduit du polonais par Isabelle Jannès-Kalinowski - Editions Stock - Collection La cosmopolite, août 2023  (ISBN 978-2234083479)